# 낙은재
낙은재는 대한민국 경상북도 청송군 부남면에 있다. 2009년 9월 1일 청송군의 문화유산 제9호로 지정되었다.

## 개요
고종때 의금부도사를 지낸 악은 배학순이 후학을 양성키 위해 1897년 건립하고 1946년 중건한 건물이다.